# Momoka Muraoka
Momoka Muraoka (村岡桃佳?, Muraoka Momoka; 3 marzo 1997) è una sciatrice alpina giapponese paralimpica, vincitrice di cinque medaglie per il Giappone alle Paralimpiadi invernali del 2018 e quattro nel 2022.

## Biografia
All'età di quattro anni, a Muraoka Diagnosi è stata diagnosticata una mielite trasversa. Adolescente che gareggiava nella categoria T54, vincitrice di diversi podi nei campionati nazionali, nella stagione 2012-2013 ha deciso di cambiare la sua sedia a rotelle da corsa con un sit-ski.

## Carriera
È stata portabandiera alla cerimonia di apertura delle Paralimpiadi invernali 2018 a Pyeongchang.
Alle Paralimpiadi invernali 2022 ha vinto la medaglia d'oro nella discesa libera, nel superG e nello slalom gigante..  Ai Mondiali di Maribor 2025 ha vinto la medaglia d'oro nello slalom gigante.

## Palmarès

### Paralimpiadi
- 9 medaglie:
  - 4 ori (slalom gigante a Pyeongchang 2018; discesa libera, supergigante e slalom gigante a Pechino 2022)
  - 3 argenti (discesa libera e slalom speciale a Pyeongchang 2018; supercombinata a Pechino 2022)
  - 2 bronzi (supergigante e supercombinata a Pechino 2022)

### Mondiali
- 1 medaglia:
  - 1 oro (slalom gigante a Maribor 2025))